# You Spin Me Round (Like a Record)
"You Spin Me Round (Like a Record)" је једна од најпознатијих песама из 80-тих година. Отпевана је од стране бенда Dead or Alive 1984. године.

## Стварање
- Пит Бeрнс није умео да свира инстурменте али је волео да анализира мелодије песама и преко тог ритма да отпева свој текст. Једно вече је слушао песму Лутера Вандроса 'I Wanted Your Love'  и преко тог ритма додао речи из песме Литл Нела  "See You 'Round Like A Record. Исто вече је позвао остатак бенда у студио да сниме њихову нову песму. Пит је признао да се продуцентима на почетку није допала његова идеја и да су морали сами чланови бенда да финансирају снимање песме. Чланови бенда су били подједнако песимистични као и продуценти што је изазвало велику тензију у студију и замало дошло до физичког обрачуна између продуцената Мајк Стока и Mет Ајткена.. Продуцентска кућа која се залагала за овај бенд се звала Stock Aitken Waterman и није била веома популарна. Један од продуцената Пит Ватермен је,упркос несугласицама,највише подстакао улагање у ову песму. Изјавио је да је знао да ће песма бити хит први пут кад му је Пит пустио демо снимак.[1]

## Музички стил
- Пит Бeрнс је покушао да се овом песмом одаљи од претхдног музичког стила бенда. Изјавио је да се таква врста музике слушала само у геј-клубовима и да је његов највећи успех то што се пуштала на разним радио-станицама и клубовима широм света и ушла у свет комерцијале. Песму карактеришу три различита жанра: рок, поп и денс музика. Вaтермен описује овај стил као „диско-техно“ и сматра да је тад започета нова ера музике 80-тих година. Фил Хардинг је миксовао нумеру и написана је у тоналитету Ф мола. Текст су написали Питер Бернс, Стивен Кој, Мајкл Перси и Тимоти Левер.[2]

## Успех и награде
- Употребљена је у игрици DanceDanceRevolution HOTTEST PARTY за Nintendo Wii. Британски популарни музички магазин Q је 2003. године "You Spin Me Round (Like a Record)" сврстао на 981.место у својој листи "1001 најбољих песмама икада". Године 2005. Blender ју је уврстио на 289. место на својој ранг листи „Најбољих песама од када сте рођени“. Gодине 2015, британска јавност га је изгласала као 17. фаворита нације број један из 1980-их у анкети за ITV. Након Бeрнсове смрти 2016. године, музичар и глумац Гери Кемп описао је песму као „једну од најбољих плоча за плес свих времена“. У 2021,Classic Pop га је рангирао на прво место на својој листи „40 најбољих песама Аиткен Ватерманa.

### Верзије песме
- Прва верзија песме никада није била пуштена у јавност. Постоје разне верзије песме али најпознатије верзију су: "You Spin Me Round (Like a Record)" (Murder Mix) траје читавих 8 минута и You Spin Me Round (Like a Record)" (Metro 7" Edit) која траје 3:46 минута.
- Метал бенд Доуп је прерадио метал верзију песме 1999 године за њихов музички албум Felons and Revolutionarieс. Ова прерада се појавила у филму American Psycho.
- Прерада песме Џесике Симпсон је била део њеног петог музичког албума A Public Affair 2006. године.
- 2007 године Данзел је направио микс "You Spin Me Round (Like a Record)" која је освојила 32.место у Белгији.
- Фло Рида и Кеша су  2009. избацили сингл  "Right Round" који садржи више елемената песме као што су ритам,назив и мелодија.
- 2020-те године Амерички метал бенд 3Teeth избацује GUNS AKIMBO, у којој имамо још једну верзију  "You Spin Me Round (Like a Record)". Песма се појавила у комедији Guns Akimbo.